# حكومة رفيق الحريري الخامسة
الحكومة اللبنانية السادسة والستون بعد الاستقلال، والثالثة بعهد الرئيس إميل لحود، وهي خامس حكومة يترأسها رفيق الحريري. تشكلت الحكومة بموجب المرسوم رقم 10057 تاريخ 17 نيسان / أبريل 2003، ومنح الحكومة الثقة 85 نائباً، وحجبها 12 نائباً، وامتنع عن التصويت 14 نائباً. استقالت الحكومة في 26 تشرين الأول / أكتوبر 2004 بعد التمديد للرئيس إميل لحود.

## أعضاء الحكومة
- رفيق الحريري: رئيساً لمجلس الوزراء.
- عصام فارس: نائباً لرئيس مجلس الوزراء.
- جان لوي قرداحي: وزيراً للاتصالات.
- نجيب ميقاتي: وزيراً للأشغال العامة والنقل.
- ميشال سماحة: وزيراً للإعلام.
- مروان حمادة: وزيراً للاقتصاد الوطني والتجارة.
- فارس بويز: وزيراً للبيئة.
- سمير الجسر: وزيراً للتربية والتعليم العالي.
- غازي العريضي: وزيراً للثقافة.
- جان عبيد: وزيراً للخارجية والمغتربين.
- إلياس المر: وزيراً للداخلية والبلديات.
- محمود حمود: وزيراً للدفاع الوطني.
- علي حسن خليل: وزيراً للزراعة.
- علي حسين عبد الله: وزيراً للسياحة.
- أسعد دياب: وزيراً للشئون الاجتماعية.
- سبوح هونانيان: وزيراً للشباب والرياضة.
- سليمان طوني فرنجية: وزيراً للصحة العامة.
- إلياس سكاف: وزيراً للصناعة.
- أيوب حميد: وزيراً للطاقة والمياه.
- بهيج طبارة: وزيراً للعدل.
- أسعد حردان: وزيراً للعمل.
- فؤاد السنيورة: وزيراً للمالية.
- عبد الله فرحات: وزيراً للمهجرين.
- طلال أرسلان: وزير دولة.
- خليل الهراوي: وزير دولة.
- عاصم قانصوه: وزير دولة.
- كرم كرم: وزير دولة.
- عبد الرحيم مراد: وزير دولة.
- ميشال موسى: وزير دولة.
- كريم بقرادوني: وزير دولة لشئون التنمية الإدارية.

### تعديل حكومي
بعد التمديد للرئيس إميل لحود بنصف ولاية، قدم وزراء اللقاء الديمقراطي الثلاثة (مروان حمادة، غازي العريضي، عبد الله فرحات) استقالتهم، كما استقال الوزير فارس بويز وذلك في 9 أيلول / سبتمبر 2004، فأجري تعديل حكومي كلف فيه وزراء بالحكومة بحمل حقائب الوزراء المستقيلون بالإضافة لوزاراتهم وذلك على الشكل التالي:
- كرم كرم، وزيراً للثقافة.
- فؤاد السنيورة، وزيراً للاقتصاد الوطني والتجارة.
- نجيب ميقاتي، وزيراً للمهجرين.
- ميشال موسى، وزيراً للبيئة.

## وصلات خارجية
- موقع رئاسة مجلس الوزراء الرسمي